# Nibelungenbrücke (Worms)
De Nibelungenbrücke is een kokerbrug voor het wegverkeer in Duitsland over de Rijn bij de stad Worms. De brug is onderdeel van Bundesstraße 47. De brug is vernoemd naar de Nibelungensage (de) en vormt samen met de Nibelungenturm een bezienswaardigheid. 
De eerste brug over de Rijn bij Worms was de Ernst-Ludwig-Brücke boogbrug uit 1900. Deze brug werd in 1945 verwoest door het terugtrekkende Duitse leger. De brug werd al snel vervangen door een tijdelijke pontonbrug. In 1951 werd begonnen aan de bouw van de huidige 744 meter lange brug, die twee jaar later werd geopend op 30 april 1953. Tussen 2005 en 2008 werd er naast de brug een bijna identieke kokerbrug gebouwd, om het toenemende autoverkeer te kunnen verwerken. De brug uit 1951 is daarna gerenoveerd en sinds 2013 zijn er vier rijstroken beschikbaar.